# ザバイカル
ザバイカル（露：Забайкалье ザバイカリエ、外バイカルとも）はロシア東部、バイカル湖の東の自然・地理的地域区分。ザバイカリエ地方、ブリヤート共和国の一部、及びイルクーツク州にあたる。

## 概要
西はバイカル湖畔から東はシルカ川とアルグン川の合流点まで、1000kmを超え、北はパトム高原および北バイカル高原から南はモンゴル、中国との国境まで約1000km。ダウール族が多く住む地であったことから、かつては沿アムールも含めてダウリヤ（ダウーリヤ、ダウーリア、ロシア語: Даурия, Dauria, Dauriya）と呼ばれた。
ザバイカルの地形はダウルスキー山脈、マルハン山脈、オリョクミンスキー・スタノヴィークといった折り重なる中高度の山脈とその合間のバルグジン盆地や上アンガラ盆地といった盆地からなる。北部と西部は氷河に覆われた峻険なスタノヴォイ高地である。
気候は非常に大陸的。冬が長く厳しい。1月の平均気温は南部で-23℃、北部と南東部で-33℃。最低気温記録は-58℃。
7月の平均気温は平野部で10℃から20℃、高度約2500mの山岳部で5℃から７℃。
降水量は南東から北西、平野部（300mm）から山頂（1000mm）へ向かう程増加する。
ザバイカルの河川はバイカル湖、レナ川及びアムール川の水系で、その大部分がヴィチム川、オリョクマ川、セレンガ川、シルカ川、アルグン川の流域である。
ザバイカル地域の大部分はタイガ地帯で、南は森林ステップと乾燥したステップに接する。
起伏のある地形であり、平坦な地域と山岳地帯を形成している。南東部に低山と平原があり、また盆地は草原地帯である。盆地の辺縁部から標高1200mまでの山の斜面はステップに代わりカンバ、カラマツ、ヤマナラシといった山岳林に覆われる。1200m～1900mではグイマツを主とした山岳タイガ。1600mからはシベリアマツが現れ、ハイマツの低木林、地衣類のツンドラがはじまる。南部はカラマツ、カンバとマツの森林である。
ザバイカリスキー国立公園とバイカル、バルグジン及びソホンジンスキーの3つの自然保護区を有する。